# Carl Milles
Carl Milles, vlastním jménem Carl Wilhelm Emil Andersson (23. června 1875 Lagga – 19. září 1955 Lidingö) byl švédský sochař.

## Život a tvorba
Studoval na škole Konstfack ve Stockholmu a pak v Paříži v ateliéru Augusta Rodina. Na Světové výstavě 1900 získal stříbrnou medaili. Pobýval také v Mnichově, kde ho ovlivnil Adolf von Hildebrand. V roce 1905 se oženil s rakouskou malířkou Olgou Millesovou (rozenou Grannerovou). Byl profesorem na umělecké škole Kungliga Konsthögskolan ve Stockholmu.
Podílel se na výzdobě budovy Královského dramatického divadla ve švédské metropoli. Je autorem sochy krále Gustava Vasy ve stockholmském Severském muzeu a pomníku Stena Stureho v Uppsale. Pro město Eskilstuna vytvořil sochu Boží ruka, připomínající místního rodáka Carla Edvarda Johanssona, vynálezce koncové měrky. Zaměřil se na tvorbu fontán v monumentálním stylu ovlivněném expresionismem (Poseidónova fontána v Göteborgu, Evropa na býku v Halmstadu, Fontána víry ve Falls Church, Setkání vod v St. Louis nebo Fontána Aganippé v New Yorku). Pro budovu Organizace spojených národů navrhl 23 metrů vysokou sochu Bůh Otec na duze, která však nebyla realizována; až v roce 1995 ji vytvořil Marshall Fredericks a umístil v přístavu Nacka.
Od roku 1908 žil v domě Millesgården na ostrově Lidingö ve Stockholmském souostroví, který byl po jeho smrti proměněn v muzeum. V letech 1931 až 1951 pobýval v USA v Cranbrook Educational Community. V roce 1947 byl přijat do Americké akademie umění a literatury a v roce 1953 získal čestný doktorát Stockholmské univerzity.
Jeho starší sestra Ruth Millesová byla rovněž sochařkou.

## Galerie

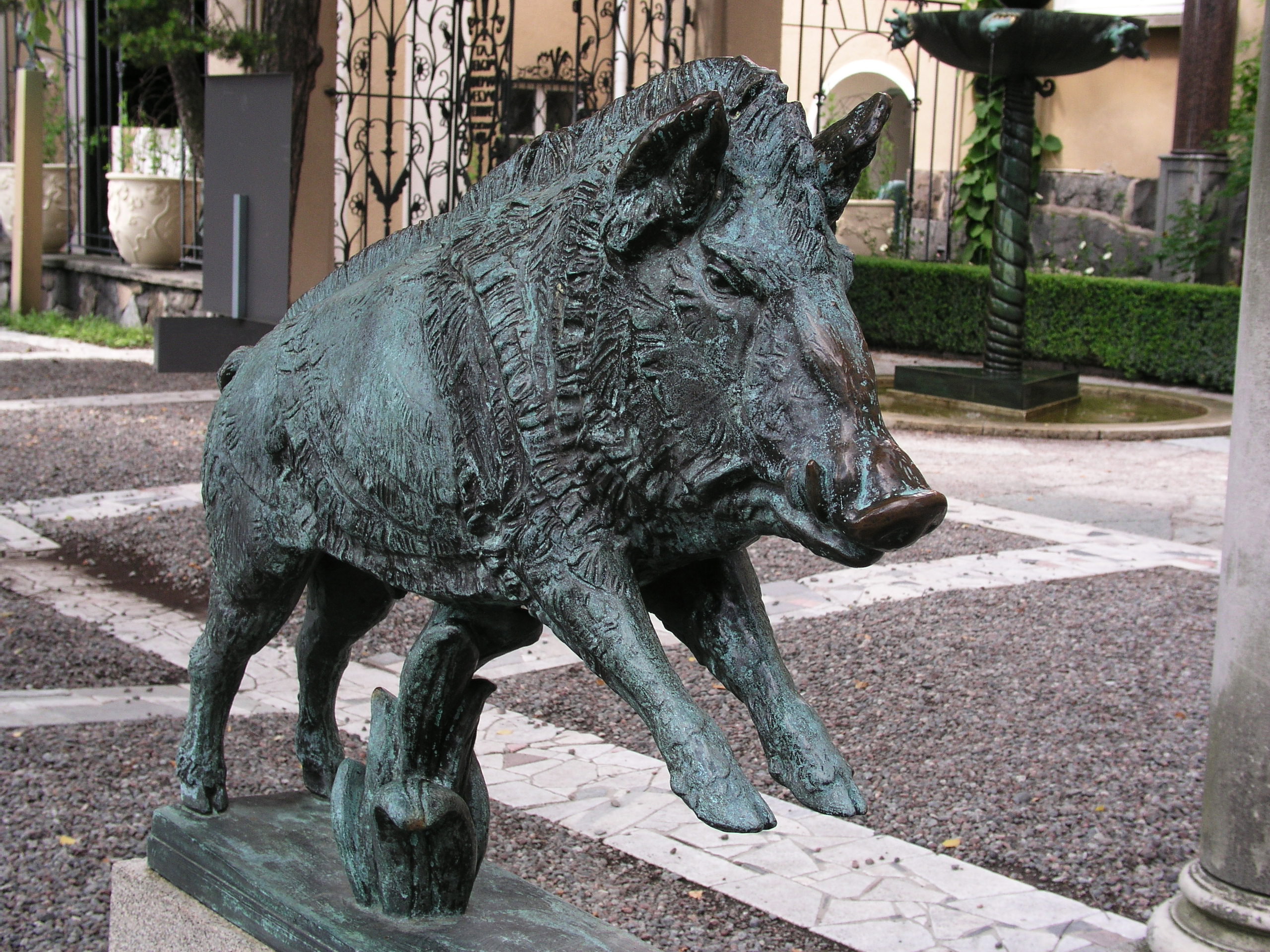
Divoký kanec, 1929, Millesgården
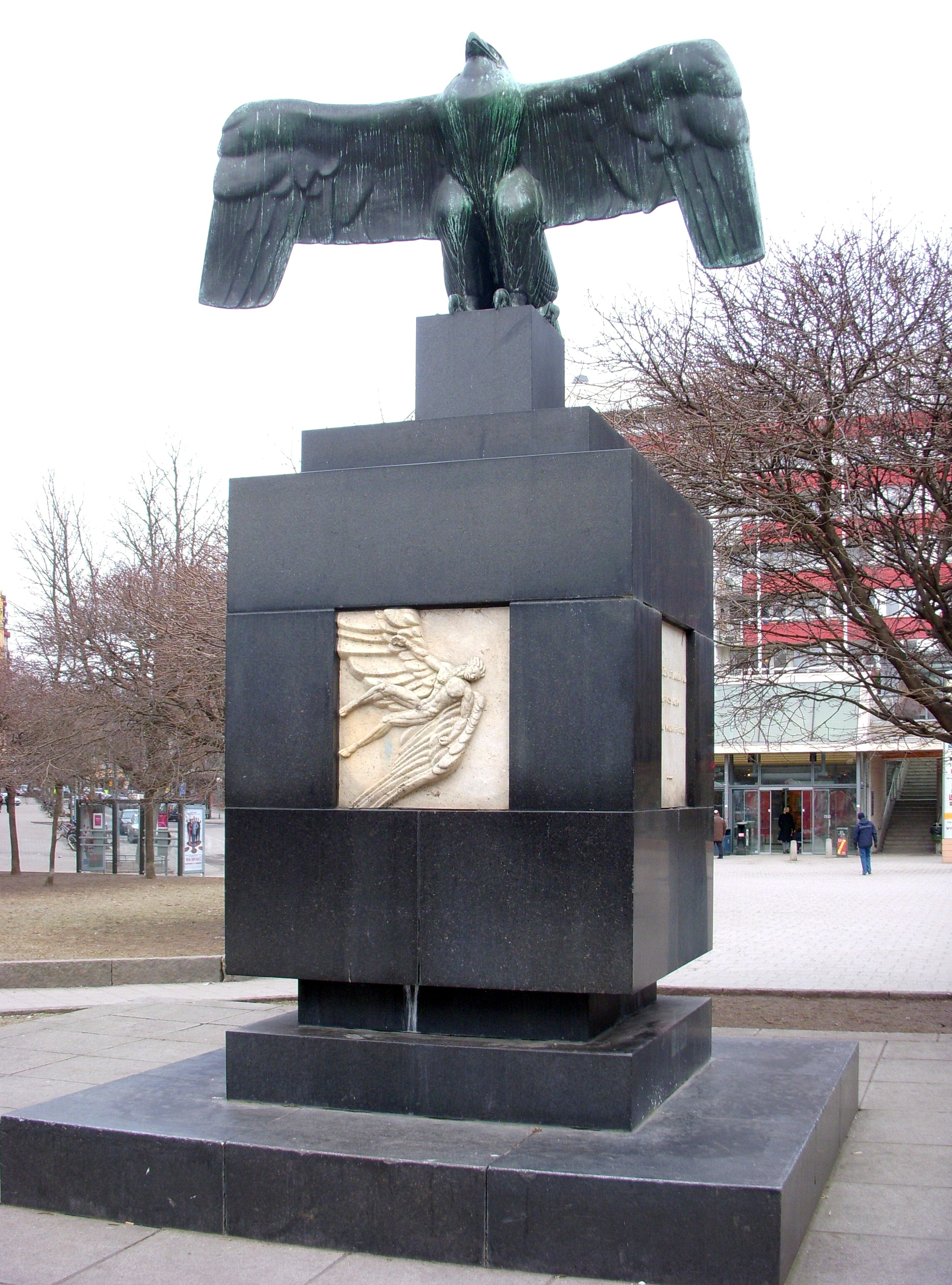
Pomník letců, 1931, Karlaplan, Stockholm
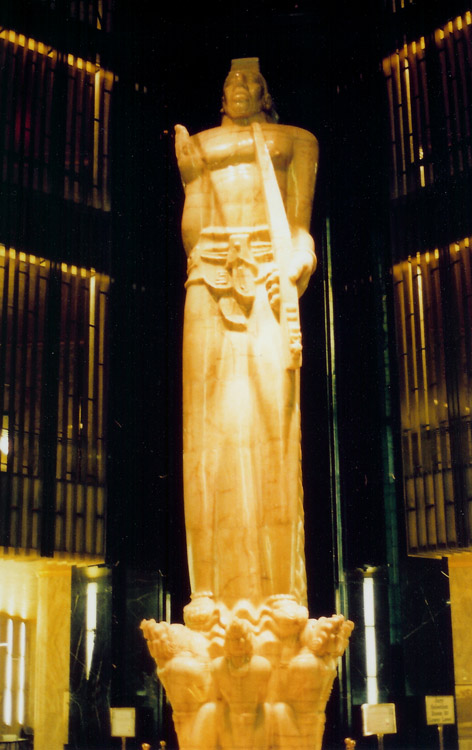
Indiánský bůh míru, 1936, Radnice v Saint Paul, Minnesota